# 紐約商品期貨交易所
纽约商品交易所（英語：New York Mercantile Exchange）是全球最大规模的商品期货交易场所，总部设于纽约。它有NYMEX及COMEX两大分部，其中COMEX曾经为独立机构，后与纽约期货交易所合并。纽约商品期货交易所在2006年11月17日在纽约股票交易所上市（交易代码为NMX）。其在2008年8月22日正式被芝加哥商品交易所集團（交易代码：CME）收购，从此NMX代码不再使用。
纽约商品交易所是美国第一家金属期货交易所，于1933年成立，1974 年推出全世界最早的黄金期货合约。

## 地址
纽约商品期货交易所的总部和交易场所在 One North End Avenue, New York, NY 10282-1101，在休斯敦、华盛顿、迪拜、伦敦和香港设有办事处。

## 主要交易品种

### NYMEX
- 煤
- 原油
- 电力
- 汽油
- 燃油
- 天然气
- 钯
- 铂
- 丙烷
- 铀

### COMEX
- 铝
- 铜
- 金
- 银

## 外部連結

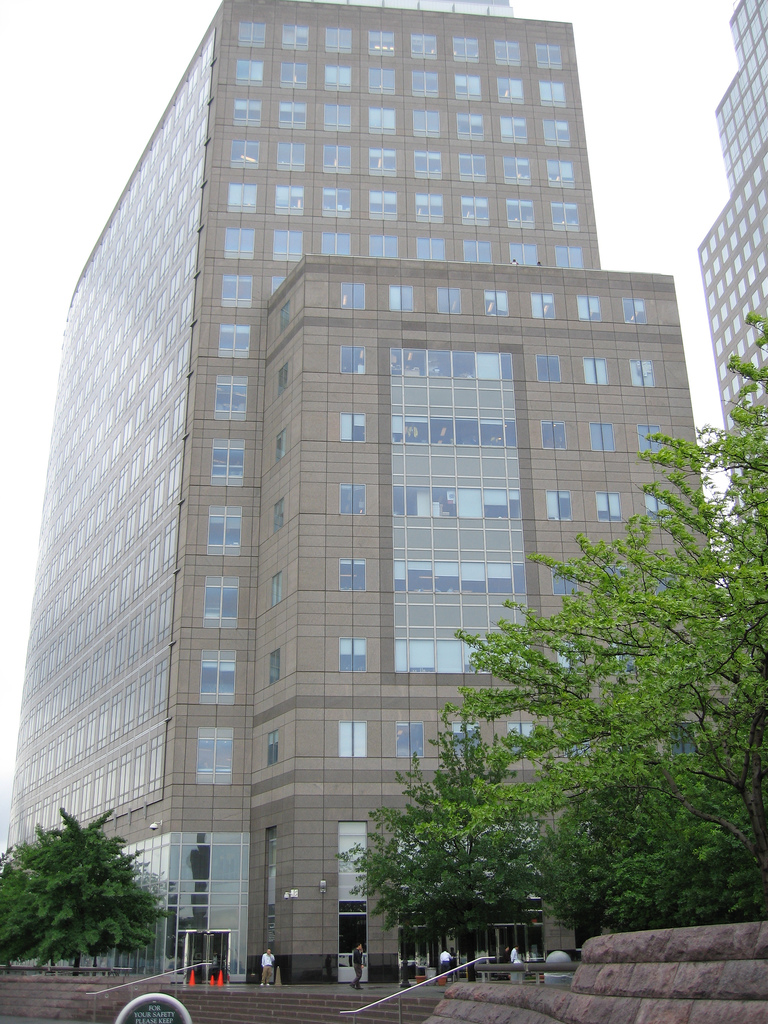
紐期所總部

- New York Mercantile Exchange Official Website （页面存档备份，存于）
- National Futures Association （页面存档备份，存于）
- BOOK - Rigged by Ben Mezrich （页面存档备份，存于）
- BOOK - Rigged by Ben Mezrich （页面存档备份，存于）
- 期货交易

40°42′52″N 74°1′1″W / 40.71444°N 74.01694°W
1. ↑  . investingnews.com.   [2023-03-03]. （原始内容存档于2023-06-29） （英语）.